# Rubia fruticosa
Rubia fruticosa är en måreväxtart som beskrevs av William Aiton. Rubia fruticosa ingår i släktet krappar, och familjen måreväxter. Inga underarter finns listade i Catalogue of Life.